# Movimiento LGBT

Bandera arcoíris, símbolo de la diversidad del movimiento LGBT.

El movimiento LGBT o movimiento LGTB es el movimiento social que lucha contra la discriminación y en favor de la normalización y reconocimiento de derechos de las personas lesbianas, gais, bisexuales, transgénero y transexuales. En los últimos años, el movimiento ha incluido también otros colectivos relacionados con la diversidad de orientaciones, identidades, características sexuales y prácticas sexuales diversas, como las personas intersexuales, transexuales, travestis, queers, asexuales, osos, poliamorosas, practicantes de la infidelidad unilateral consentida (cuckolding), etc., que llevaron a extender la sigla con letras adicionales (LGBTTTAIQK), agregarle un signo más (LGBT+), o reemplazar la sigla por la palabra «diversidad».
 o disidencia, de manera que no se incluya al colectivo cisheteronormativo.
Es habitual afirmar que el movimiento LGBT se inició en Occidente con el «movimiento de liberación LGBT», que normalmente se considera surgido en 1969 con los disturbios de Stonewall en Estados Unidos. Sin embargo, diversas investigaciones han ido revelando, que existen desde el mundo antiguo, y en diversas culturas, movimientos impulsados por personas que coinciden con los términos modernos de la sigla LGBT. Una de las principales acciones del movimiento LGBT+ son las Marchas del Orgullo, realizadas en la mayoría de los países, a veces como parte de festivales LGBT+, en las que las personas LGBT+ salen a la calle festivamente para mostrar públicamente, el orgullo que sienten por «ser como son».

## Los siete sabios del bosque de bambú

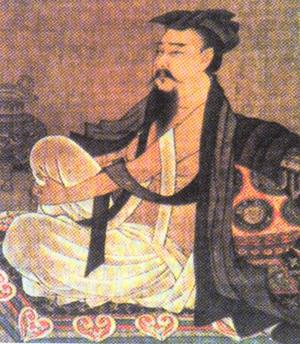
Ruan Ji (210–263), el mayor poeta de su tiempo y uno de los primeros activistas precursores del movimiento LGBT.

Los siete sabios del bosque de bambú (en chino, 竹林七賢; pinyin, Zhúlín Qī Xián) fueron un grupo de filósofos, poetas y músicos chinos, de la corriente qingtan (pura conversación) del taoísmo, en el inicio de la dinastía Jin (265-420). El historiador Louis Crompton lo compara con el movimiento hippie surgido en Estados Unidos en el siglo XX. El grupo generó un movimiento cultural crítico de las intrigas, la corrupción y la agobiante atmósfera de la vida cortesana durante las luchas políticas del periodo de los Tres Reinos, proponiendo un estilo de vida sencillo y libertario, basado en la amistad y la comunión con la naturaleza. Dentro del espíritu libertario del movimiento estaban admitidas las relaciones homosexuales. Al menos dos de los siete sabios, Xi Kang y Ruan Ji -considerado un activista antisistema y el mayor poeta de su tiempo-, mantuvieron una relación amorosa y sexual (similar a lo que en Occidente se denominaría homosexualidad varios siglos después) sobre la que escribieron textos de celebración.

## La comunidad hijra

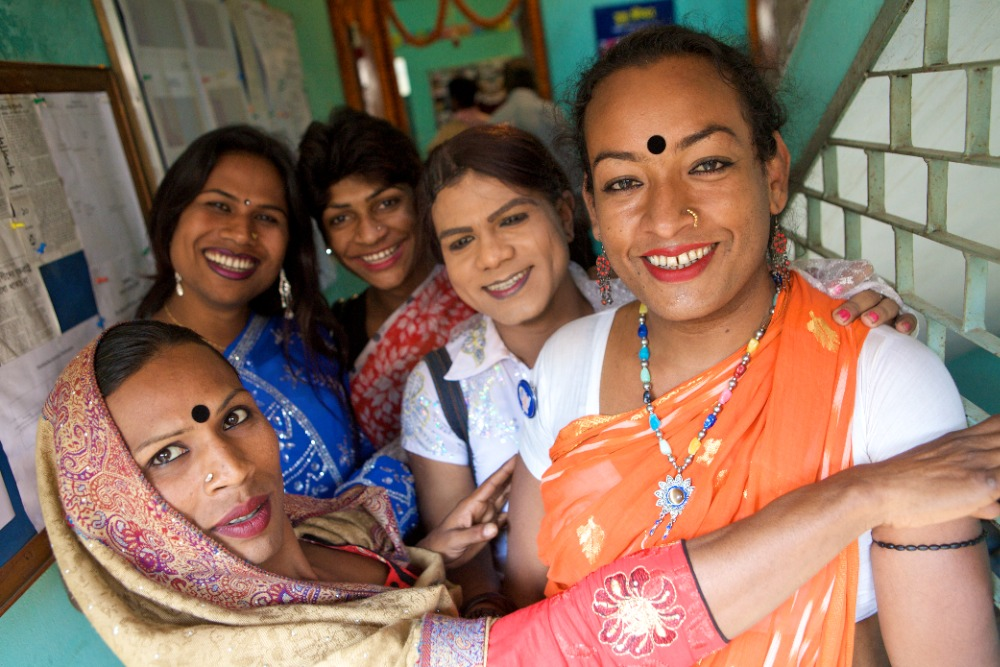
Grupo de hijras en Bangladés.

En el subcontinente indio existe desde antiguo una comunidad identificada por un género llamado "hijra" (pronunciado /jishra/) o "aravanis": "No son hombres ni mujeres. Propiamente no son transexuales ni travestis. Tampoco son necesariamente eunucos, ni intersexuales, ni homosexuales. Más bien se consideran 'transgender'". Se trata de identidades que no tienen un equivalente exacto en la terminología occidental sobre género y sexo.
Las personas hijras tienen un fundamento religioso y relacionan su identidad con una creencia del siglo IX, según la cual el dios Krisna, al oír a Iraván que se lamentaba por ser virgen, se transformó en la diosa Mojini. Por esta razón cada año se realiza una peregrinación de hijras a Kutayan, al sur de la India, para celebrar sus bodas con el dios. Para esta ocasión, se visten con galas de novia. Como el esposo guerrero muere, las hijras se convierten en viudas, y cortan sus pulseras y adornos festivos. Por otra parte, las personas hijras usualmente sienten devoción por la diosa Bahuchara Mata y Shiva, aunque también existe un importante grupo que pertenece al Islam. Se considera que tienen sus orígenes en los textos del Ramayana y el Mahabharata.
Durante los siglos de invasión mongola, las hijras ocupaban empleos de toda condición: desde niñeras hasta puestos de alto rango, como el de consejero de Estado del emperador mongol.
En esa época las hijras llegaban a poseer tierras, palacios, templos y sirvientes a su disposición e inspiraban fe y respeto. Algunas hijras realizan un rito de iniciación tradicional llamado nirwaan, durante el cual se procede a la remoción del pene, el escroto y los testículos. Con la invasión británica de la India, las autoridades occidentales buscaron erradicar a las personas hijras, consideradas como "una brecha en la decencia pública". Se dispuso su penalización como "tribu criminal" y se les aplicó la Ley de Tribus Criminales (Criminal Tribes Act) de 1871, sometiéndolas a registración compulsiva, monitoreo estricto y estigmatización de por vida. Luego de la independencia se dispuso en 1952 su despenalización pero el estigma continuó. A fines del siglo XX se ha relajado la persecución de este colectivo, llegando una jisra a ser electa alcalde de un pueblo de la India. Pese a ello la discriminación sigue siendo una constante, aunque popularmente la comunidad es muy respetada debido a que se le atribuye el poder de bendecir o maldecir los nacimientos. En Pakistán, India y Bangladés, las personas hijras son oficialmente reconocidas como un tercer género por las leyes.

## Kukai y el shudō

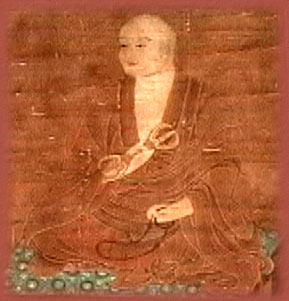
El monje japonés Kūkai (774–835) fue uno de los primeros activistas conocidos precursores del movimiento LGBT.

Kūkai (空海?) conocido tras su muerte como Kōbō-Daishi (弘法大師?) (弘法大師 El Gran Maestro Propagador de la Enseñanza Budista), fue el fundador de la secta de budismo Shingon en Japón en el siglo IX. Se le atribuye también la creación del shudō (衆道?), una corriente promotora de la homosexualidad y la bisexualidad masculina estructurada por la edad, que prevaleció en la sociedad samurái hasta el fin del siglo XIX. La palabra es una abreviatura del término wakashudō (若衆道), «El camino del joven hombre» o literalmente dicho, «La vía del "joven"' (若 waka) "hombre" (衆 shū)». A pesar de la atribución del amor masculino a Kūkai, las raíces de la valoración positiva de la homosexualidad en el Japón se remonta a algunos de los primeros textos en japonés tales como el Kojiki (古事記?) y el Nihon Shoki (日本書紀?).
La práctica del shudō gozó de alta estima en la cultura japonesa y fue alentada, especialmente dentro de la clase samurái. Se consideró que era beneficioso para los hombres jóvenes, enseñándoles la virtud, la honestidad y el aprecio de la belleza. Su valor contrastaba con la desvalorización del amor entre varones y mujeres, al que se le atribuía el efecto negativo de feminizar a los hombres.
Gran parte de la historia y la literatura de ficción de la época elogió la belleza y valor de los jóvenes fieles al shudō. Entre ellas se destaca El Gran Espejo del Amor entre Hombres (男色大鏡 Nanshoku Ōkagami) de Ihara Saikaku, publicada en 1687, una de las obras dedicadas a enaltecer la homosexualidad más importante de la literatura mundial.
Con el aumento en el poder y la influencia de los comerciantes, el shudō fue adoptado también por las clases medias, y las expresiones homoeróticas en Japón comenzaron a estar más estrechamente asociada con los actores itinerantes kabuki conocido como tobiko (飛子?), "chicos voladores", que trabajaban como prostitutos. En el periodo Edo (1600-1868), el shudō confluye con otro movimiento que combinaba homosexualidad e identidad transgénero, expresada en los actores de kabuki conocidos como onnagata -forma femenina- por la reproducción de roles femeninos), así como con los kagema, prostitutos que trabajaban en burdeles especializados llamado kagemajaya (陰間茶屋: casas de té kagema). Tanto los actores kabuki como los kagema fueron muy solicitados por los nobles de la época, que no desdeñaban la práctica danshoku/nanshoku, o de amor masculino. El Monte Koya, donde se encuentra el monasterio de Kobo Daishi, fue históricamente un símbolo del amor masculino.
A partir de la restauración Meiji y la occidentalización de Japón desde fines del siglo XIX, el cristianismo comenzó a influir fuertemente en la modificación de los valores tradicionales, dando lugar a una cultura de desvalorización y persecución de la homosexualidad, que llevó a la declinación del shudō.

## Ghulamiyyat
En Persia durante los siglos VIII y IX, existieron las ghulamiyyat (declinación femenina de ghulam, un tipo de varones jóvenes eternamente célibes, que según el Corán estarán al servicio de las mujeres justas cuando lleguen al Janah el día del Yaum al-Qiyamah), jóvenes mujeres que combinaban muchas características del género masculino (vestimenta, corte de cabello, bigotes pintados, nombres varoniles), simultáneamente con otras características del género femenino (maquillaje, labios pintados, cejas depiladas, uso de joyas). Las ghulamiyyat se consideraban mujeres, no ocultaban ni fajaban sus pechos, mantenían relaciones amorosas con varones, cuyos nombres pintaban en las mejillas y les estaba permitido participar en eventos prohibidos para mujeres, como las peleas de perros, las carreras de caballos y los juegos de ajedrez.
Las ghulamiyyat aparecieron en tiempos del sultán Harun al-Rashid (766-809) y según la historiadora Shereen El Feki, estuvieron de moda y alcanzaron una gran aceptación social en Bagdad. Fueron protagonistas de un género literario especialmente dedicado a ellas, cuyo máximo exponente fue el poeta Abu Nuwas (747-815), célebre por su poesía en lengua árabe de celebración del amor no heteronormado.

## Sociedad de la Orquídea Dorada
La Sociedad de la Orquídea Dorada (金兰会), también conocida como Amigas del Corazón, fue un movimiento femenino secreto fundado alrededor de 1644 en la provincia de Guandong, China, para acoger a las mujeres que se negaban a aceptar el matrimonio heterosexual, con el fin de formar comunidades exclusivamente femeninas, que incluían las uniones sexuales y amorosas entre mujeres, formalizadas mediante la aprobación familiar, una ceremonia matrimonial y un pacto de fidelidad. Las personas contrayentes eran denominadas "esposa" y "marido" y en sus relaciones sexuales solían utilizar dildos. Las mujeres unidas en matrimonio lésbico recogían su cabello en rodetes para exteriorizar su condición. La Sociedad admitía también relaciones lésbicas de mujeres casadas en matrimonios heterosexuales. Las parejas del mismo sexo podían formar familias, mediante la adopción de niños huérfanos o abandonados, e incluso podían adoptar niñas que tomaran el juramento de adoptar los valores lésbicos de la Sociedad. La Sociedad de la Orquídea Dorada se guiaba por los valores generales del budismo, que aceptaba la posibilidad de que dos personas destinadas a estar juntas reencarnaran en personas del mismo sexo. La Sociedad desapareció a comienzos del siglo XX, cuando la influencia occidental promovió una fuerte represión de la homosexualidad. En la sociedad china actual, la expresión "hermanas orquídea dorada" significa "amigas del alma dispuestas a morir por la otra".

## Secta de Hu Tianbao

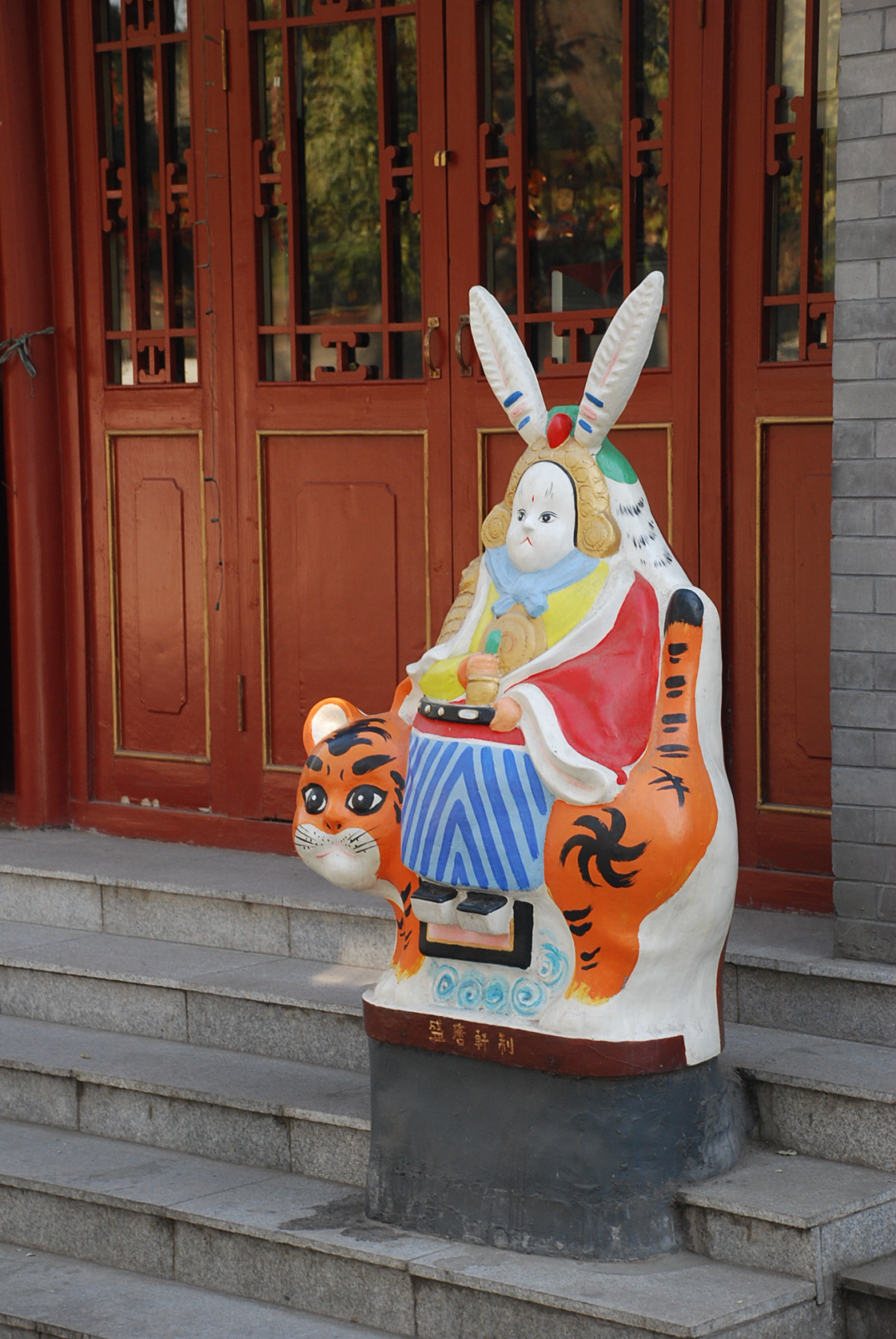
Tu'er Shen, Dios Conejo o Dios de los Homosexuales, deificación de Hu Tianbao.

La secta de Hu Tianbao es un movimiento religioso taoísta aún existente en China, con el fin de promover y amparar el amor homosexual. Surgió durante los primeros años de la dinastía manchú Qing, cerca de 1644, a raíz de la deificación de Hu Tianbao, un joven enamorado de un funcionario de la provincia de Fujian, que fue castigado por este último hasta morir, luego de que lo descubriera espiándolo. Fujian es una región de China en la que los matrimonios entre varones tienen una larga tradición y aceptación cultural.
Hu Tianbao se convirtió entonces en una deidad religiosa, Tu'er Shen o Dios Conejo. La creencia narra que los funcionarios del submundo consideraron que la falta cometida por Hu Tianbao había sido motivada en el amor, siendo la muerte un castigo excesivo, razón por la cual decidieron reparar la injusticia convirtiéndolo en un dios protector del amor homosexual. Poco después de su muerte, Hu se apareció a su amado para decirle las siguientes palabras: 

Aunque haya sido inadecuado espiar a un hombre, ha sido realizado sólo por motivos del corazón y no debería haber sido castigado con la muerte. Ahora el juez de la Prefectura Oscura me ha nombrado dios de los conejillos (homosexuales), encargado de las cuestiones del amor entre hombres: deberás construir un templo en mi honor.

El templo efectivamente fue construido y el culto continuó discretamente durante casi un siglo antes de atraer la atención de la autoridad. El primero en dar testimonio del culto fue Zhu Gui (1731-1807), intendente del circuito de tasación del grano de Fujian en 1765, en su libro Cultos prohibidos e inmorales. Zhu Gui describió la estatua del templo como «dos hombres abrazados; la cara de uno algo canosa por la edad y el otro tierno y pálido». Prosigue con la descripción del culto:

Todos esos bribones viciosos y desvergonzados que, viendo a mozos u hombres jóvenes, desean tener relaciones ilícitas con ellos, rezan para conseguir ayuda del ídolo de yeso. Luego hacen planes para atraer y obtener el objeto de su deseo. Esto se conoce como «la ayuda secreta de Hu Tian Bao».

Si la petición había tenido éxito, los creyentes volvían al templo, conocido como «Pequeño Templo Oficial», para embadurnar la boca del dios con intestinos de cerdo mezclados con azúcar.
La estatua y las tablillas de madera encontradas en el templo fueron destruidas por Zhu Gui en un intento de «mejorar el nivel moral» de los habitantes de Fuzhou. El templo fue destruido por los japoneses durante la Segunda Guerra Mundial. Más recientemente la secta de Hu Tianbao ha tenido actividad en Taiwán.

## Movimiento transgénero en el teatro chino

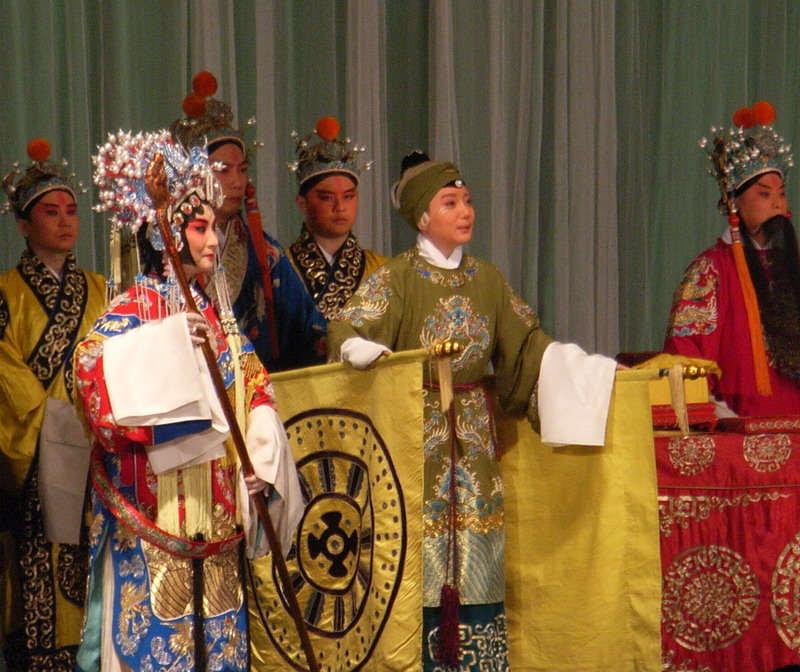
Los personaje tan (femeninos) interpretados por varones, hicieron famoso el movimiento transgénero en la Ópera de Pekín.

El teatro chino (conocido como "ópera china") recurrió tradicionalmente a actores y actrices que representaban personajes que no se correspondían con su género. La costumbre se inició para los actores varones que representaban mujeres a comienzos de la dinastía Tang (617-918) y para actrices mujeres que representaban varones (kunsheng), al menos desde el siglo XIII. El teatro chino generó a partir de los últimos años del siglo XVIII un estilo que se volvería preeminente y tomaría el nombre de "Ópera de Pekín". La aparición de la Ópera de Pekín coincidió con la prohibición para las mujeres de actuar en el teatro y para los funcionarios de asistir a los prostíbulos, hecho que motivó a estos últimos a buscar relaciones sexuales con los hombres y personas transgénero que interpretaban los personajes tan (femeninos). La combinación de esas circunstancias llevó no solo a ampliar la importancia de la interpretación drámática transgénero, sino también a combinar la misma con la homosexualidad de muchos de los actores, los procesos de feminización y las relaciones no heterosexuales.
El movimiento transgénero en el teatro chino, excedió su función puramente dramática, para expresar profundas y antiguas relaciones entre la cultura china, la homosexualidad y las identidades transgénero y transexuales. El historiador Siu Leung dice que "el clímax de la figura de sexualidad ambigua del personaje tan como una obsesión cultural, ocurrió en la era dorada de la Ópera de Pekín, entre los años 1920 y 1930, culminando en el cuerpo del último ícono Mei Lanfang (1894-1961)". La película china Adiós a mi concubina de 1993 (Bàwáng Bié Jī; chino tradicional: 霸王別姬, chino simplificado: 霸王别姬, que se traduce literalmente como El gran señor abandona a su concubina) dirigida por Chen Kaige, tiene como tema la vida de dos actores transgénero de la Ópera de Pekín.

## Movimiento transgénero en el teatro japonés

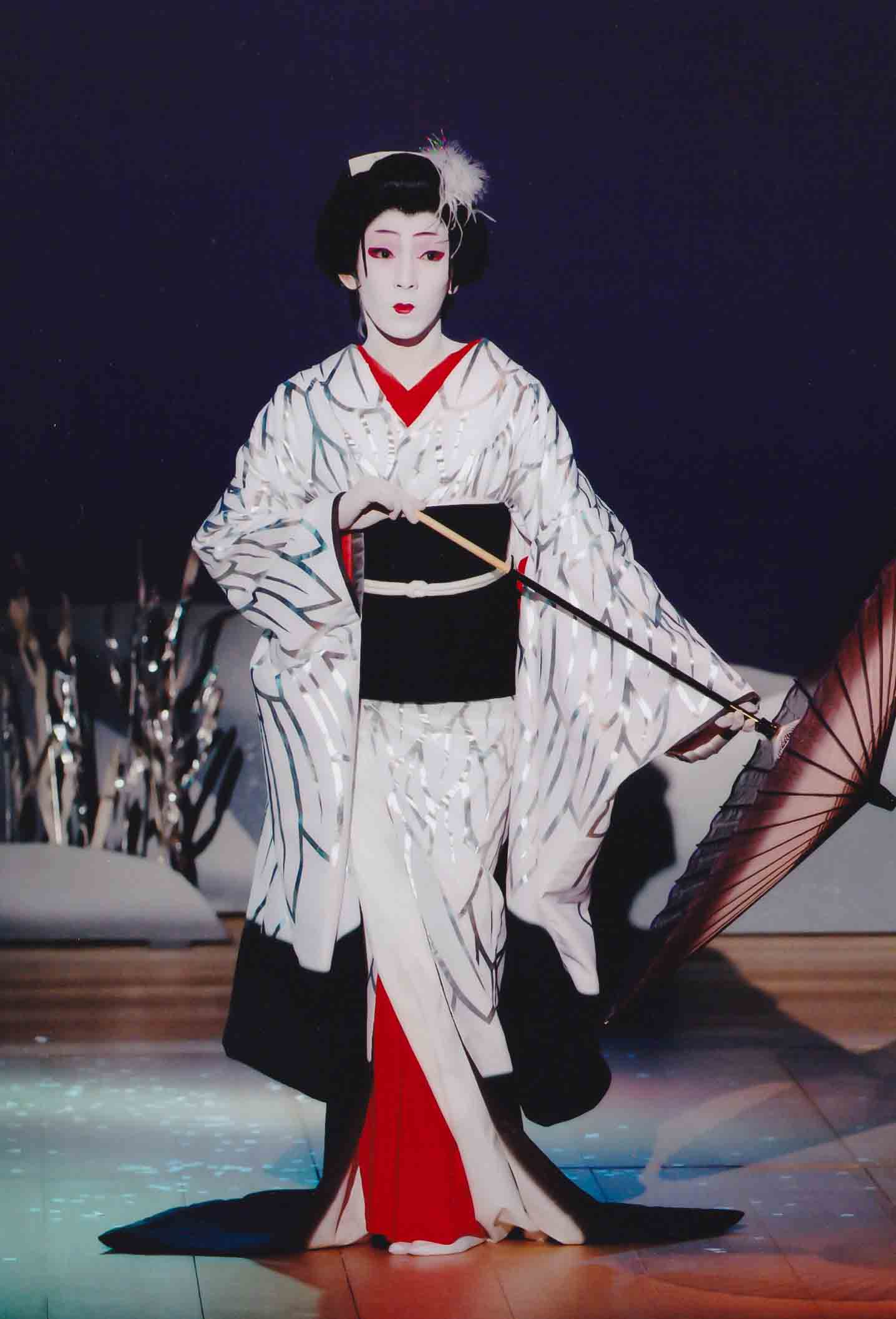
Akifusa Guraku, onnagata del teatro kabuki actual.

De manera similar al teatro chino, el teatro kabuki de Japón fue el ámbito en que se desarrolló un importante movimiento homosexual, bisexual y transgénero, alrededor de la figura de los wakashu kabuki (actores adolescentes masculinos), especialmente aquellos que interpretan papeles femeninos, llamados onnagata 女形 ( "con forma de mujer"?). De modo similar a lo que ocurrió en China, el movimiento tomó fuerza luego de 1629, cuando el Shogunato Tokugawa (Edo) prohibió a las mujeres actuar en el teatro y los personajes femeninos fueron representados por hombres, una especialidad dramática que había iniciado Izumo no Okuni en 1603. El movimiento coincidió con el auge social de las clases comerciantes, que adoptaron antiguas tradiciones samurái, como el shudō. La combinación de ambos movimientos llevó a que los actores onnagata fueran objeto del deseo por parte de los hombres ricos, quienes comenzaron a establecer relaciones amorosas y sexuales con los onnagata, muchas veces a cambio de favores económicos.
A mediados del siglo XVII, el gobierno japonés prohibió los personajes onnagata en el teatro kabuki, pero la presión de los intereses económicos vinculados al teatro y la amplitud que habían alcanzado las shudo, llevaron al fracaso de la política represiva del shogunato y a que el movimiento se reiniciara poco después. Una de las medidas tomadas por el gobierno para reprimir la homosexualidad derivada del kabuki fue prohibir que los actores onnagata adoptaran un perfil femenino, ordenando entre otras cosas que se cortaran el cabello como hombres adultos. Pero el resultado estuvo lejos de reducir las relaciones homosexuales o las representaciones transgénero, y por el contrario tuvo como efecto propagarlas también entre personas adultas, estableciendo nuevos códigos eróticos y nuevas representaciones de género que desbordaron las que habían sido establecidas para las mujeres.
La belleza y sensualidad de los onnagata ha sido comparada con los célebres iconos femeninos. Pero Katherine Mezur, en su libro de 2005 Beautiful Boys/Outlaw Bodies: Devising Kabuki Female-Likeness ("Chicos hermosos/cuerpos ilegales: el diseño de apariencia femenina en el kabuki") analiza detalladamente las implicaciones de género de los onnagata, y pone de manifiesto que el teatro kabuki nunca pretendió imitar el género femenino, sino construir un género original de apariencia femenina, organizado sobre la base del cuerpo masculino adolescente, con vestimentas, gestos, maquillaje y cortes de pelo especialmente diseñados para generar fantasía y transmitir sensualidad y erotismo de modo dramático:

«Los espectadores están conscientes del cuerpo masculino y del rol de género onnagata. Ellos pueden imaginar libremente el cuerpo construido del onnagata de acuerdo a la configuración sexual de su preferencia.»
Katherine Mezur

Algunos de los más famosos onnagata fueron Murayama Sakon (act. 1624-1652), Ukon Genzaemon (act. 1655-1660), Tamagawa Senojō (act. 1648-1673), Matsushima Hanya (act. 1675-1686), Yoshizawa Ayame I (1673-1729), Sawamura Tanosuke III (act. 1845–78), Bandō Tamasaburō V (n. 1950), Taichi Saotome (n. 1990).

## Mojing Dang (Partido Tribadista)
Mojing Dang (磨鏡黨, literalmente Partido de Frotar el Espejo, expresión usual para el tribadismo) fue una sociedad lésbica semi-secreta que actuó en Shanghái desde fines del siglo XIX y que se consideraba descendiente de las Diez Hermanas, una asociación lésbica de monjas budistas activa en Chaozhou desde varios siglos antes. El clan estaba liderado por una mujer cantonesa y estuvo activa durante unos veinte años. La expresión mojing (磨鏡, de mo frotar y jing espejo) aludía al tribadismo, práctica sexual que el clan promovía y que consiste en el frotamiento de las vulvas y clítoris de dos mujeres, una con la otra. La palabra mojing es de uso habitual en China para referirse despectivamente al lesbianismo.

## Primer movimiento homosexual europeo

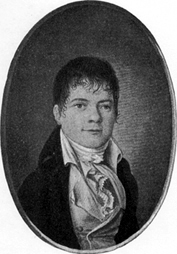
Heinrich Hössli en su juventud, considerado el primer militante del movimiento gay.

En la segunda mitad del siglo XIX, la mayoría de los países del mundo ya no castigaban o nunca habían castigado los actos homosexuales o transgénero. Sin embargo, algunas potencias occidentales, entre ellas el Imperio Británico, Estados Unidos y Alemania, mantenían figuras de origen bíblico de la Europa medieval, como los delitos de sodomía o de fornicación entre varones, que eran utilizados para encarcelar principalmente a varones homosexuales y "travestis". Esta situación represiva hizo que, en Alemania y en menor medida en Inglaterra, aparecieran en el último tercio del siglo, iniciativas exigiendo la despenalización de los actos homosexuales y el travestismo. 
Al principio fueron acciones individuales de los primeros activistas como las de Heinrich Hössli (1784-1864), Karl Heinrich Ulrichs (1825-1895) o Károly Mária Kertbeny (1824-1882). Hacia el final del siglo en Alemania empezaron a organizarse asociaciones con el objetivo de lograr la despenalización de las prácticas homosexuales y transgénero. En 1897 se creó en Berlín el Comité Científico Humanitario (Wissenschaftlich-humanitäres Komitee, WhK) para luchar contra el artículo 175 del código penal y por el reconocimiento social de los homosexuales y personas transgénero, convirtiéndose así en la primera organización pública de defensa de derechos de los homosexuales y personas transgénero del mundo. El Comité Científico Humanitario consiguió reunir unas 5000 firmas de notables ciudadanos pidiendo la eliminación del artículo 175 y llevó la petición al Reichstag en 1898, pero no fue admitida al ser apoyada únicamente por la minoría del Partido Socialdemócrata.
En el Reino Unido, donde la presión policial era mayor, también surgió un reducido grupo de activistas en la clandestinidad como Edward Carpenter (1844-1929) o los integrantes de la Orden de Queronea. 
Uno de los cofundadores del WhK, el doctor Magnus Hirschfeld, también fundó y dirigió el Institut für Sexualwissenschaft (Instituto para la Investigación Sexual). El objetivo de esta institución fue la investigación sexológica en todos sus aspectos, incluida la homosexualidad, y destacó por ser pionera mundial en promover congresos internacionales de estudio la sexualidad, organizando la Liga mundial por la reforma sexual y difundir lo que llamaron "reforma sexual", reclamando derechos civiles y la aceptación social de los homosexuales y los transexuales.
En 1903 se creó otra destacada organización gay, la Gemeinschaft der Eigenen (Comunidad de los Propios), fundada por Adolf Brand junto con Benedict Friedlaender y Wilhelm Jansen, cuyo ideal era el amor homosexual entre hombres viriles y la pederastia según el modelo griego. Sus miembros estaban intelectualmente próximos las ideas de Gustav Wyneken sobre el Eros pedagógico y defendían la masculinidad de los hombres gais. Rechazaban de forma frontal las teorías médicas de la época sobre la homosexualidad, como la teoría de los estadios sexuales intermedios de Magnus Hirschfeld y el Comité Científico Humanitario, al considerar que propagaban el estereotipo de homosexual afeminado; por lo que entraron frecuentemente en polémica, aunque también colaboraron brevemente con ellos en la década de los años 1920 para luchar contra el artículo 175. La Gemeinschaft der Eigenen, además de la lucha política organizaba, todo tipo de actividades culturales y al aire libre para gais, y publicaron Der Eigene ("El propio") la primera revista homosexual de periodicidad regular que hubo en el mundo (1896) (antes Karl Heinrich Ulrichs había publicado ya en 1870 la revista Urnings, de la que solo se editó un número). Aparecieron novelas y libros de todo tipo.
Surgieron más organizaciones disidentes con la organización de Hirschfeld. Hans Kahnert fundó en los años veinte la Asociación de la Amistad Alemana, destinada a formar lazos de camaradería entre los homosexuales alemanes. Se abrió un centro en Berlín con reuniones semanales y publicaban un boletín también semanal llamado Die Freundschaft ("La amistad"). En 1921 la asociación lanzó un llamamiento a la acción para que los homosexuales alemanes participasen en la reforma legal: 

«Homosexuales, conocéis las razones que motivan a vuestros oponentes. También sabéis que vuestros líderes y vuestros abogados han trabajado duro e incansablemente durante décadas para eliminar los prejuicios, difundir la verdad, reivindicar vuestros derechos; y esos esfuerzos no han sido del todo en vano. Pero la conclusión final es que vosotros mismos debéis reivindicar vuestros derechos. En última instancia, la justicia sólo será el fruto de vuestro esfuerzo. La liberación de los homosexuales sólo puede lograrse gracias al esfuerzo de los propios homosexuales.»

El ámbito cultural también reflejó este clima reivindicativo. La libertad de prensa que hubo durante la República de Weimar facilitó que surgieran gran número de publicaciones sobre la homosexualidad. Durante el período de entreguerras se publicaron treinta diarios, revistas y distintos boletines dirigidos a homosexuales. En 1919 se realizó la primera de varias películas con temática homosexual en Alemania, Anders als die Andern ("Diferente a los demás"), interpretada por Conrad Veidt, que narra la historia de un homosexual víctima de chantaje que, desesperado, pide ayuda a un médico famoso (interpretado por el mismísimo Magnus Hirschfeld) y termina suicidándose debido a la presión social a la que se ve sometido. En 1921 se fundó el grupo de teatro homosexual Theater des Eros, y en 1920 incluso se compuso el primer himno homosexual, Das lila Lied ("La canción violeta").
En 1929 el Comité Científico Humanitario, con el apoyo de las demás organizaciones homosexuales, consiguió llevar de nuevo al Reichstag la despenalización, consiguiendo que un comité parlamentario tratara un proyecto de ley para eliminar el artículo 175. Todos los delegados de los partidos políticos alemanes, incluido el Partido Comunista de Alemania y con la única excepción del partido nazi, votaron a favor de la retirada del artículo 175 en la votación del comité y presentarla al pleno, cuando el hundimiento de la bolsa de Nueva York, la crisis financiera que originó y las condiciones de anexión de Austria dieron al traste con el nuevo proyecto de ley: el clima de tolerancia desaparecería por completo con la ascensión del régimen nazi al poder en 1933.

## Movimiento homófilo
Se denominó movimiento homófilo al movimiento homosexual surgido tras la Segunda Guerra Mundial, aproximadamente entre 1945 y finales de la década de 1960. 
El término «homófilo», del griego ομος (homos, 'igual') y φιλία (filía, 'amor'), fue adoptado por los grupos de esta época como alternativa a la palabra homosexual, para enfatizar el amor en lugar del sexo, y alejarse de la imagen negativa y estereotipada del homosexual sexualmente promiscuo. La palabra fue creada por Karl-Günther Heimsoth en su tesis doctoral de 1924,  Hetero y homófilo.
Pretendían conseguir la aceptación de los homosexuales y conseguir que fueran miembros respetables de la sociedad a través de dos medios: la difusión del conocimiento científico sobre la homosexualidad, que desterrara mitos negativos, y el debate para intentar convencer a la mayoría de la sociedad de que, a pesar de las diferencias que se reducían al ámbito privado, los homosexuales eran personas normales y honradas. Se considera a estos grupos políticamente moderados y cautelosos en comparación con los movimientos LGBT tanto precedentes como con los que les sucedieron. Hubo alguna excepción más radical como el comunista norteamericano Harry Hay. Sin embargo, pocos estaban dispuestos a salir del armario, ya que se arriesgaban a ser encarcelados en la mayoría de los países occidentales y la homofobia imperaba en la opinión pública de la época.
En este periodo se formaron varias organizaciones homófilas en diversos países de Europa y América como la holandesa COC, las danesas Forbundet af 1948 e International Homosexual World Organisation; las norteamericanas Mattachine Society y Daughters of Bilitis; y las inglesas Homosexual Law Reform Society y  Campaign for Homosexual Equality.
Una de las principales tareas que realizaron los grupos homófilos fue la de publicar revistas que difundieran los conocimientos científicos sobre homosexualidad y trataran el tema desde un punto de vista positivo, entre estas publicaciones destacaron Der Kreis, Arcadie y ONE, Inc.
El término homófilo cayó en desuso con el declive del movimiento y sus organizaciones al surgir el movimiento de liberación gay a partir de 1969.

## Movimiento de liberación LGBT
Los disturbios de Stonewall producidos en el Greenwich Village en protesta por el acoso policial a la comunidad LGBT de Nueva York supusieron un punto de inflexión en la lucha a favor los derechos civiles de los homosexuales de todo el mundo. Se desencadenaron el 28 de junio de 1969 como reacción a una redada policial en el bar de ambiente LGBT, el Stonewall Inn, extendiéndose a las calles adyacentes durando tres días. Era la primera vez que la comunidad homosexual se enfrentaba de forma contundente contra las fuerzas policiales, y causaron gran conmoción en la comunidad sirviendo de aglutinante de las pequeñas organizaciones homófilas que habían estado funcionando hasta entonces. Tan solo unas semanas más tarde, a finales se fundó en Nueva York el Frente de Liberación Gay (GLF). La elección de su nombre se explica por la cercanía ideológica con las luchas antiimperialistas en Vietnam y Argelia. A final de año, el GLF ya contaba con grupos en ciudades y universidades por todo el país, y aunque tuvo una existencia fugaz pronto fue reemplazada por otros grupos más estables como Gay Activists Alliance. En poco tiempo surgieron organizaciones similares en Argentina (desde 1967), Australia, Bélgica, Canadá, Francia, España, México, Nueva Zelanda, Países Bajos y Reino Unido. Y no tardaron en aparecer otros grupos con los mismos objetivos la mayoría de los países de mundo.

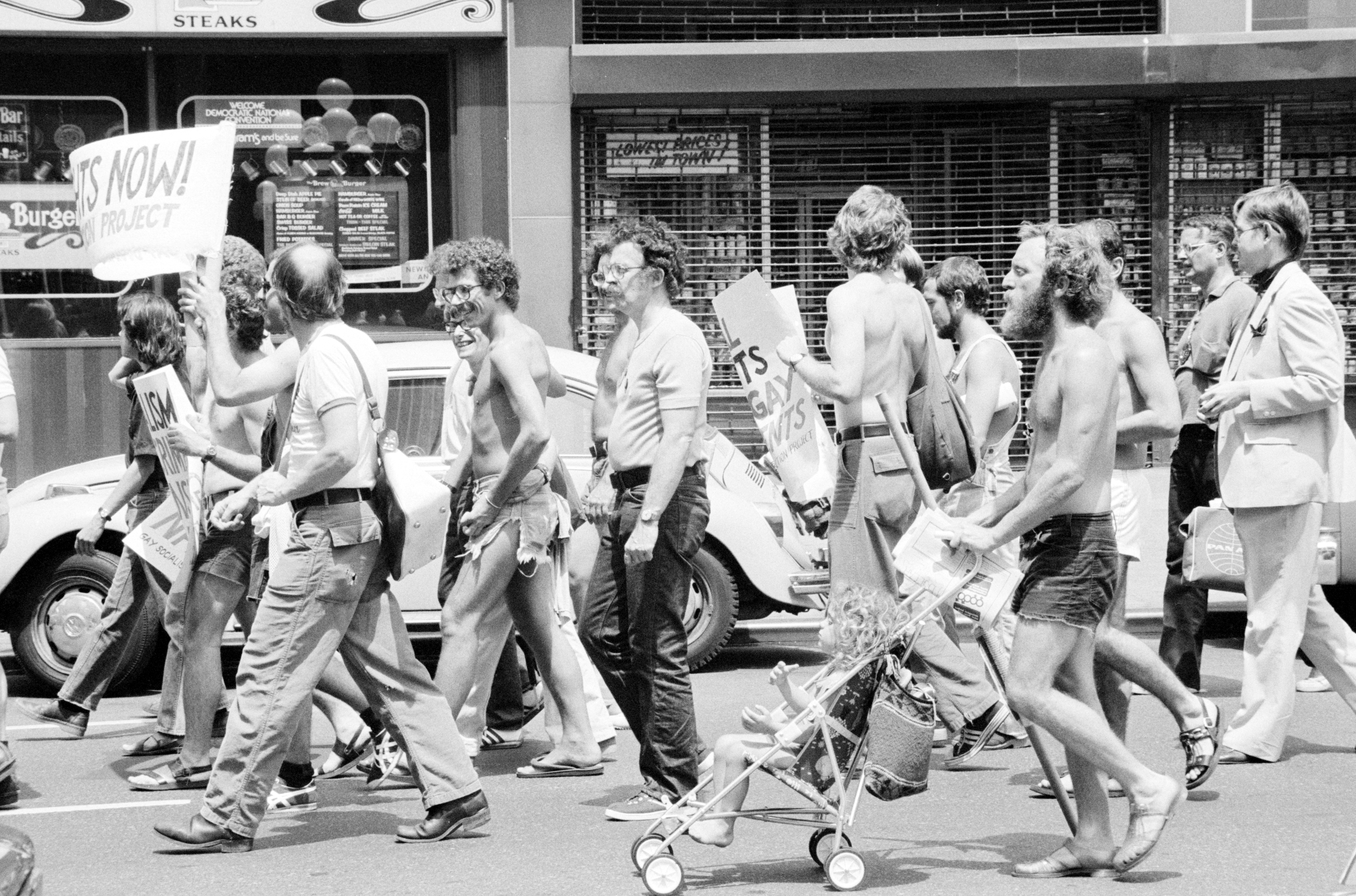
Manifestantes a favor de los derechos civiles de los homosexuales en Nueva York en 1976.

Con objeto de conmemorar el primer aniversario de la revuelta de Stonewall, el GLF organizó una manifestación pacífica desde Greenwich Village hasta Central Park, a la que acudieron entre 5.000 y 10 000 hombres y mujeres. Desde entonces y hasta hoy, la mayor parte de las festividades del Orgullo LGBT se celebran alrededor de esta fecha, definida por D’Emilio como “la caída de una horquilla oída en todo el mundo”.
El éxito y consecuencias de los disturbios de Stonewall se deben en gran medida al cambio de mentalidad general que se había producido en la sociedad en los años 60, promovida por la revolución sexual, el movimiento feminista y la lucha por los derechos civiles de las minorías raciales. Stonewall representa un punto de inflexión en la organización de los colectivos y la interconexión de la subcultura gay, cambiando radicalmente su programa político. Mientras que los activistas de las generaciones anteriores habían luchado sobre todo por una mayor aceptación, las generaciones siguientes a Stonewall exigirán el reconocimiento social, la integración y equiparación de derechos completa.
En la mayor parte de Europa y América se ha conseguido la despenalización de la homosexualidad, no sin dificultades ya que en países democráticos como en EE. UU tuvo que ser el tribunal Supremo el que derogara las leyes de sodomía que persistían en 2003. La siguiente reivindicación de los colectivos en los finales del siglo XX y el comienzo del siglo XXI, además de luchar por la despenalización de las prácticas homosexuales en el resto del mundo, ha sido conseguir el reconocimiento de las uniones civiles y el matrimonio entre personas del mismo sexo para equiparar los derechos de las parejas homosexuales al del resto de los ciudadanos en materias tan comunes como herencia, acceso a la seguridad social del compañero, beneficios fiscales, etc.
El primer estado del mundo en legalizar los matrimonios homosexuales fueron los Países Bajos en 2001, produciéndose el primer matrimonio en el ayuntamiento Ámsterdam el 1 de abril de ese mismo año.
Siguieron a los Países Bajos en reconocer los matrimonios homosexuales, Bélgica (2003), España (2005), Canadá (2005), Sudáfrica (2006), Noruega (2009), Suecia (2009), Portugal (2010), Islandia (2010), Argentina (2010), Dinamarca (2012), Brasil (2013), Uruguay (2013), Nueva Zelanda (2013), Francia (2013), Luxemburgo (2015), Estados Unidos (2015), Irlanda (2015), Colombia (2016), Finlandia (2017), Malta (2017), Alemania (2017), Australia (2017), Austria (2019), República de China (Taiwán) (2019), Ecuador (2019), Reino Unido (2020), Costa Rica (2020) y en México (2022).
Además muchos estados europeos y americanos han aprobado leyes que permiten la unión civil a las parejas homosexuales, con distintos grados de similitud a las uniones matrimoniales.

## Giro descolonial y movimiento LGBT
Desde la década de 1990 diversas agrupaciones y ámbitos LGBT comenzaron a cuestionar la agenda predominante del movimiento LGBT, señalando que el mismo priorizaba problemas que afectaban centralmente a la población LGBT blanca, de clase media y habitante de los países de Europa occidental y Estados Unidos, postergando o ignorando las características y problemas de la población LGBT del Sur global. En ese contexto se formó una corriente dentro del movimiento LGBT, que sostiene que la discriminación contra las personas LGBT, es parte de un patrón de poder y una epistemología colonial, apoyado en mecanismos de exclusión organizados alrededor de los conceptos de raza, género y sexo. Estas corrientes sostienen que el movimiento LGBT debe establecer su agenda lucha de manera interseccional con los movimientos feministas, antirracistas y las epistemologías descoloniales del Sur global.